# Taeniolella
Taeniolella S. Hughes (tasiemnica) – rodzaj grzybów z rodziny Mytilinidiaceae.

## Systematyka i nazewnictwo
Pozycja w klasyfikacji według Index Fungorum: Mytilinidiaceae, Mytilinidiales, Incertae sedis, Dothideomycetes, Pezizomycotina, Ascomycota, Fungi.
Nazwa polska według W. Fałtynowicza.

## Niektóre gatunki
- Taeniolella beschiana Diederich 1992 – tasiemnica Beschiana
- Taeniolella punctata M.S. Christ. & D. Hawksw. 1979 – tasiemnica pismaczkowa

Nazwy naukowe na podstawie Index Fungorum. Nazwy polskie według W. Fałtynowicza. Wykaz obejmuje tylko występujące w Polsce gatunki grzybów naporostowych.